# Тюмбеки
Тюмбе́ки (чув. Тӗмпек) — деревня в Вурнарском районе Чувашской Республики. Входит в состав Большеторханского сельского поселения.

## География
Находится в центральной части Чувашии, на расстоянии приблизительно 5 км на север по прямой от районного центра поселка Вурнары.

## История
Известна с 1858 года как околоток деревни Большая Абызова (ныне не существует), когда здесь проживал 181 человек. В 1897 году было 237 жителей, в 1926 — 66 дворов и 323 жителя. В 1939 было учтено 417 жителей, в 1979—222. В 2002 году было 48 дворов, в 2010 — 37 домохозяйств. В 1930 образован колхоз «Октябрьский», в 2010 действовал СХПК «Знамя».

## Население
Постоянное население составляло 127 человек (чуваши 100 %) в 2002 году, 92 в 2010.